# Global Television Network
Global Television Network (Global) là một mạng lưới truyền hình tư nhân của Canada bằng tiếng Anh, thuộc sở hữu của Shaw Communications, như là một phần của bộ phận Shaw Media. Ông hiện là số hai mạng lưới truyền hình ở Canada.